# Bhimanagad, Hungund
Bhimanagad là một làng thuộc tehsil Hungund, huyện Bagalkot, bang Karnataka, Ấn Độ.